# Kosmorama

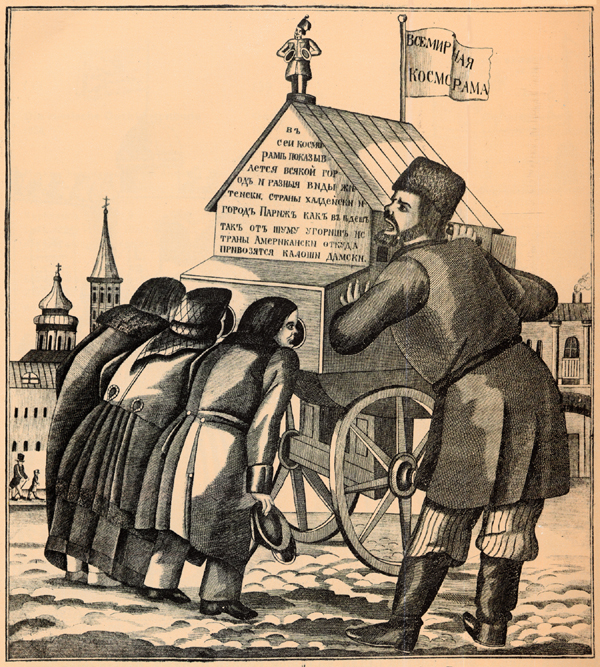
Betrachtung eines Kosmoramas auf einer russischen Lithographie von 1858

Als Kosmorama bezeichnet man eine Variante des Panoramas oder eine populärwissenschaftliche Darstellung des Weltalls in einem Planetarium.

## Kosmorama
Das Kosmorama des 19. Jahrhunderts war eine Variante des Panoramas, das eine Zusammenstellung von Bildern einzelner Gegenden zeigte; die Bilder wurden unter künstlicher Beleuchtung gezeigt und durch vergrößernde Gläser betrachtet, so dass sie in „natürlicher“ Größe erschienen.
Ende der 1860er Jahre zeigte man in Köln ein Kosmorama, das aus 2500 stereoskopischen Fotografien auf Glas bestand. 1898 wurde beispielsweise in den Ausstellungsräumen des Turiner Museo Nazionale della Montagna „Duca degli Abruzzi“ ein alpines Kosmorama eingerichtet.

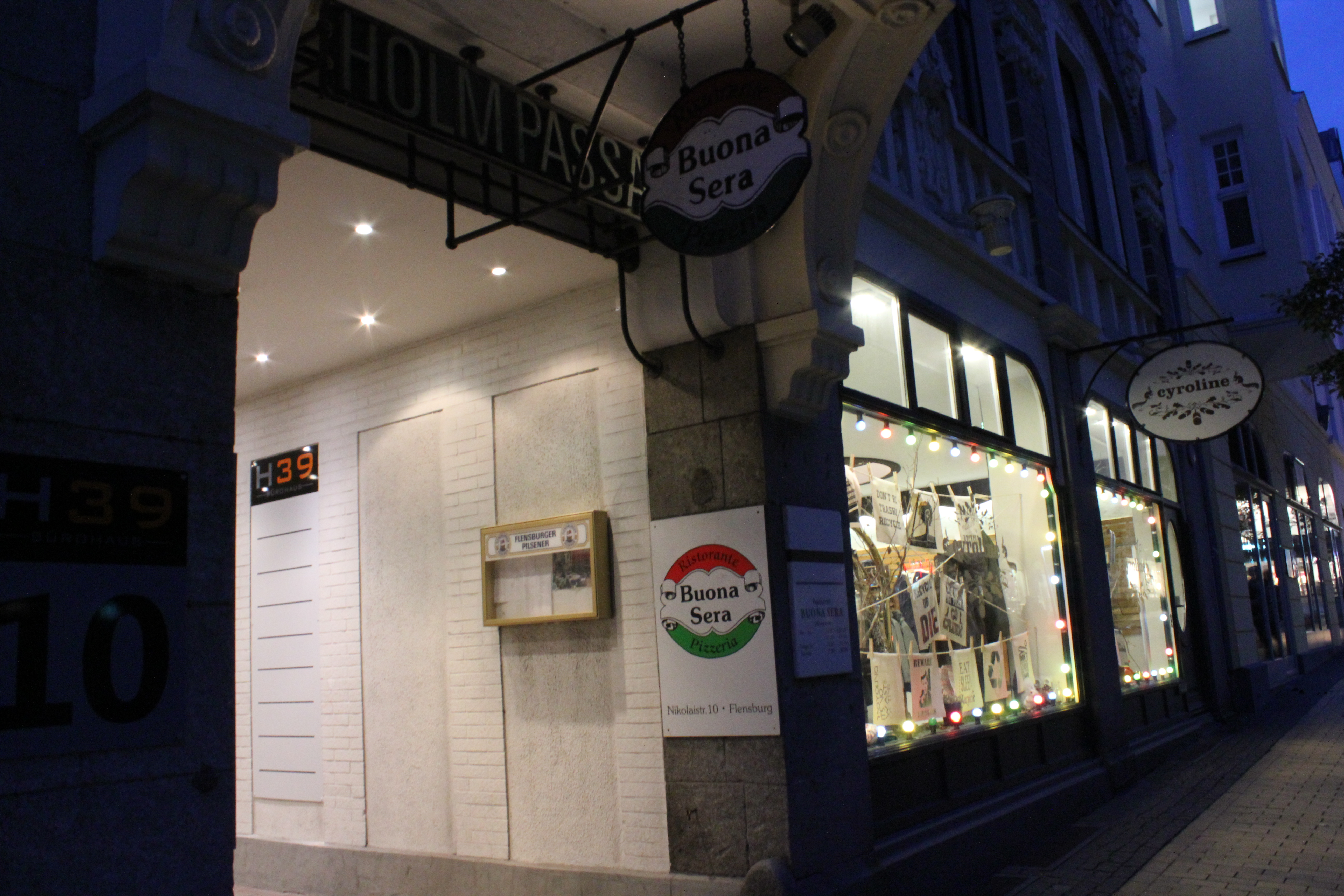
Der ehemalige Standort des Kosmoramas in Flensburg

An die Kosmoramen des 19. Jahrhunderts erinnerten Anfang des 20. Jahrhunderts noch einige mit dem Namen Kosmorama benannte Kinos, so beispielsweise in Flensburg ein Kino in der Nikolaistraße 10 und in Hamburg ein Kino in der Wilstorfer Straße 70 (beide ab 1906).

## Planetarium
In einem Planetarium oder einer Sternwarte bezeichnet man eine populärwissenschaftliche Darstellung des Weltalls – also des Kosmos – als Kosmorama.

## Andere Panoramen
Weitere Panoramen sind Diorama, Georama, Neorama, Myriorama, Pleorama, Cyklorama, Universorama und Photorama.